# Новач
Новач (рум. Novaci) — город в Румынии в составе жудеца Горж.

## История
Несмотря на то, что эти места обитаемы с древних времён, долгое время это была обычная сельская местность.
В 1968 году Новач получил статус города.